# Чемпіонат Німеччини з хокею 1962—1963
Чемпіонат Німеччини з хокею 1963 — 46-ий регулярний чемпіонат Німеччини з хокею, чемпіоном став ХК Фюссен.
Відповідно до регламенту змагань, чемпіонат пройшов у два етапи, на першому вісімка зіграла у два кола та була розбита на дві групи, перша четвірка розіграла медалі, друга четвірка виявила клуб який провів перехідні матчі. Очки першого етапу зберігались і на другому етапі.

## Підсумкова таблиця
| М  | Команда             | І  | Пер | Н | Пор | Ш      | О  |
| -- | ------------------- | -- | --- | - | --- | ------ | -- |
| 1. | Бад Тельц           | 14 | 12  | 2 | 0   | 123:26 | 26 |
| 2. | ХК Фюссен           | 14 | 10  | 3 | 1   | 71:37  | 23 |
| 3. | «Маннхаймер ЕРК»    | 14 | 7   | 1 | 6   | 54:54  | 15 |
| 4. | СК Ріссерзеє        | 14 | 5   | 2 | 7   | 58:52  | 12 |
| 5. | Крефельдер ЕВ       | 14 | 4   | 2 | 8   | 52:70  | 10 |
| 6. | Кауфбойрен          | 14 | 4   | 1 | 9   | 50:81  | 9  |
| 7. | Пройзен Крефельд    | 14 | 4   | 1 | 9   | 35:74  | 9  |
| 8. | Айнтрахт (Дортмунд) | 14 | 3   | 2 | 9   | 35:84  | 8  |

Скорочення: М = підсумкове місце, І = ігри, Пер = перемоги, Н = нічиї, Пор = поразки, Ш = закинуті та пропущені шайби, О = набрані очки

## Фінальний раунд
| М  | Команда          | І  | Пер | Н | Пор | Ш      | О  |
| -- | ---------------- | -- | --- | - | --- | ------ | -- |
| 1. | ХК Фюссен        | 20 | 14  | 4 | 2   | 119:67 | 32 |
| 2. | Бад Тельц        | 20 | 13  | 3 | 4   | 144:56 | 29 |
| 3. | «Маннхаймер ЕРК» | 20 | 9   | 2 | 9   | 73:81  | 20 |
| 4. | СК Ріссерзеє     | 20 | 7   | 5 | 8   | 85:80  | 19 |

Скорочення: М = підсумкове місце, І = ігри, Пер = перемоги, Н = нічиї, Пор = поразки, Ш = закинуті та пропущені шайби, О = набрані очки

## Втішний раунд
| М  | Команда             | І  | Пер | Н | Пор | Ш      | О  |
| -- | ------------------- | -- | --- | - | --- | ------ | -- |
| 5. | Крефельдер ЕВ       | 20 | 9   | 3 | 8   | 92:89  | 21 |
| 6. | Кауфбойрен          | 20 | 8   | 1 | 11  | 80:109 | 17 |
| 7. | Пройзен Крефельд    | 20 | 6   | 1 | 13  | 54:99  | 13 |
| 8. | Айнтрахт (Дортмунд) | 20 | 3   | 3 | 14  | 51:115 | 9  |

Скорочення: М = підсумкове місце, І = ігри, Пер = перемоги, Н = нічиї, Пор = поразки, Ш = закинуті та пропущені шайби, О = набрані очки

## Перехідний матч
- ЕВ Ландсгут — Айнтрахт (Дортмунд) 4:2, 5:4

## Найкращі по лініях

### Бомбардири
| Гравець     | Клуб             | І  | Г  |
| ----------- | ---------------- | -- | -- |
| Георг Шольц | ХК Фюссен        | 20 | 27 |
| Петер Роде  | «Маннхаймер ЕРК» | 20 | 25 |
| Ернст Кепф  | ХК Фюссен        | 20 | 24 |

### Захисники
| Гравець        | Клуб             | І  | Г  |
| -------------- | ---------------- | -- | -- |
| Леонард Вайтль | ХК Фюссен        | 20 | 15 |
| Пауль Амброс   | ХК Фюссен        | 20 | 12 |
| Гаральд Кадов  | Пройзен Крефельд | 20 | 10 |

## Склад чемпіонів
ХК Фюссен:
- Воротарі: Гаррі Лінднер, Гюнтер Кнаус
- Захисники: Пауль Амброс, Петер Швімбек, Леонард Вайтль, Ханс-Йорг Нагель, Рудольф Сімон
- Нападники: Зігфрід Шуберт, Ернст Кепф, Манфред Гмайнер, Георг Шольц, Гельмут Дзангеліні, Ернст Траутвайн, Рудольф Грьогер, Вальтер Крьотц, Густав Ханіг
- Тренер: Маркус Еген